# Мадан, Георге
Георге Мадан (рум. Gheorghe Madan ; 5 октября 1872, Трушены — 7 ноября 1944) — молдавский и румынский писатель

, журналист, редактор, актёр. Выдающийся деятель румынской культуры Бессарабии.

## Биография
Родился в семье священника. Учился в духовной семинарии в Кишинёве, откуда был исключен за политическую деятельность. Затем продолжил учёбу в Бухарестской консерватории драматического искусства, которую закончил с отличием, позже выступал как драматический актёр в Национальном театре в Бухаресте.
В 1891 г. скрывался в Румынии, где вступил в контакт с членами литературных кружков, действовавших вокруг Б. П. Хасдеу и К. Добруджану-Геря. По настоянию К. Добруджану-Гери занялся оригинальным румынским фольклором Бессарабии. В 1898 году в серии «Библиотека для всех» вышел его первый том бессарабского фольклора под названием «Вздохи. Популярные стихи из Бессарабии».
В 1897 г. редактировал фольклорный сборник «Суспине», предисловие которого предварил поэт Дж. Кошбук, как и многие писатели способствовал открытию и изданию литературного журнала «Floare albastră» (Голубой цветок). В 1904 г. издал антологию румынских поэтов и писателей под названием «Песни и стихи лучших румынских писателей», предназначенную для румынского читателя Бессарабии.
Вернувшись в Кишинев в 1906 году, основал газету «Молдованул» (1907—1908), сыгравшую значительную роль в культурной жизни страны, издавал альманах «Резонансы Бессарабии» (1935) и «От нас в Бессарабии».
На страницах журнала «Floare albastră» (Голубой цветок) вёл рубрику «Из моей тетради», в которой публиковал оригинальную прозу, а также фрагменты из произведений зарубежных авторов: Достоевского, Писарева, Белинского, Лермонтова, Шекспира, Гердера и др.
Сотрудничал с литературными журналами «Жизнь» и «Румынское искусство и литература», а также ежедневными газетами «Эпока», «Национальная Воля» и «Консерватор».
Во время Первой мировой войны был мобилизован переводчиком с румынского языка в русскую армию. Виденные на фронте факты изложил в «Воспоминаниях бессарабского румына из района 4-й русской армии, воевавшего в Марешешть». 12 мая 1917 г. Г. В. Мадан на Румынском фронте был в числе учредителей «Национального комитета молдавских солдат и офицеров», целью которого была собственность крестьян на землю.